# Pórtico dos Máximos
Pórtico dos Máximos (em latim: Porticus Maximae) era um pórtico da Roma Antiga construído no século IV e localizado na região sul do Campo de Marte. 

## História
O Pórtico dos Máximos foi construído por volta de 380 a.C.. O nome da igreja de Sant'Ambrogio della Massima ("de Maxima") é provavelmente um vestígio toponímico da localização do pórtico na região.

## Descrição
O pórtico foi construído seguindo o trajeto da rua (possivelmente a Via Tecta ou uma travessa da Via Trionfale) que ligava o Circo Flamínio à Ponte Élio.
O percurso, ainda hoje reconhecível, é o que passa pela Via del Portico di Ottavia, Via di Santa Maria del Pianto, Via dei Giubbonari, Via dei Cappellari (depois o trajeto provavelmente coincide com o do Corso Vittorio Emanuele II), chegando finalmente à Ponte Sant'Angelo (nome moderno da Ponte Élio).
Na Via dei Cappellari, perto da Piazza Farnese, na Piazza del Pianto e na Via della Reginella foram escavados fragmentos de colunas de granito que podem ter pertencido a esta estrutura. Foram também encontrados muitas colunas e fragmentos arquitetônicos (capitéis de mármore) entre o Corso Vittorio Emanuele II e as vias Sora e del Pelegrino.
O Arco de Graciano, Valentiniano e Teodósio, atestado nas fontes medievais (que transcreveram suas inscrições), foi construído entre 379 e 383 perto da moderna Ponte Sant'Angelo, no final do Pórtico dos Máximos.

## Planimetria
| Planimetria do Campo de Marte meridional |
| --- |
| Tibre Navália Circo Flamínio Teatro de Marcelo T. de DianaC T. da Piedade T. de Jano T. de Juno T. de Spes Templo de Belona Templo de Apolo Sosiano Templo de Júpiter Estator Templo de Juno Regina Pórtico de Otávia Portico de Filipo T. de Hércules Portico de Otávio Teatro de Balbo Cripta de Balbo Portico de Minúcio T. das Ninfas Diribitório T. de Juturna T. da Fortuna T. de Ferônia T. dos Lares Permarinos Cúria de Pompeu Portico de Pompeu Teatro de Pompeu Templo da Vênus Victrix Templo de Marte Santuário de Hércules Grande Vigia Templo de Castor e Pólux Ponte Fabrício Ilha Tiberina Pórtico dos Máximos T. de Netuno Pórtico dos Deuses Vila Pública Hecatostilo T. da Fortuna Equestre Anfiteatro de Estacílio Tauro (?) |